# Блискавка (застібка)

Принцип дії застібки (застібання)

Розстібання

Тасьма-бли́скавка або змі́йка — вид застібок, призначених для швидкого з'єднання деталей одягу. Складається з двох текстильних стрічок, на яких закріплені у шаховому порядку пластмасові або металеві ланки (у вигляді окремих зубців або кілець суцільної спіралі, що утворюють ланки). З'єднання або роз'єднання половинок виконується за допомогою замка (бігунка), що ковзає стрічками, при цьому кожна ланка фіксується між парою ланок з протилежного боку.

## Історія

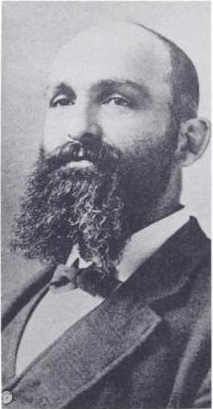
Вітком Джадсон

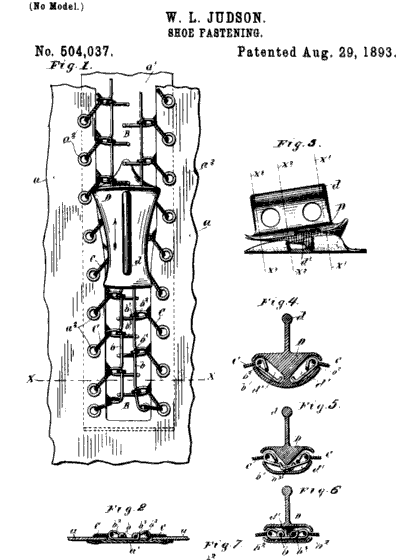
Один з перших прототипів

Перші відомості про блискавку відносять до 1851 року. Саме тоді Елайя Хоу отримав патент на «автоматичну, безперервну застібку для одягу». Але в той час його винахід не знайшов застосування.
Вдруге застібка-блискавка була запатентована американським винахідником пневматичного трамвая — Віткомом Джадсоном. ЇЇ використовували як застібку на черевиках, щоб ті можна було застібати однією рукою. Складалась вона тоді з двох ланцюжків, на кожному з яких чергувались гачки з отворами, які чіплялись один до одного за допомогою рухомої металевої скріпки — язичка. У 1893 році Вітком відкрив в Чикаго «Універсальну застібкову компанію». Блискавка не мала комерційного успіху через дороговизну виготовлення та ненадійність у застосуванні.
Опинившись на межі банкрутства, Джадсон взяв у партнери Гаррі Ерла та Луїса Вокера, а Вокер, у свою чергу, залучив до досліджень американського інженера шведського походження — Гідеона Сундбека. Після кількох років пошуків, 1913 року Сундбек розробив новий варіант «блискавки» і технологію її виробництва. 29 квітня 1913 року Гідеон Сундбек запатентував застібку «блискавка». Винахід Сундбека складалося з двох текстильних стрічок, на яких були закріплені в шаховому порядку металеві ланки. З'єднання або роз'єднання половинок виконувалося за допомогою замка (слайдера), що ковзає по стрічкам. Впровадження цього варіанту застібки було більш довгим і болісним, ніж сама розробка «блискавки», через недовіру з боку фабрикантів, які пам'ятали перший невдалий досвід. З часом «блискавка» довела свою надійність і технологічність і до 1923 року набула широкого поширення. Тоді президент компанії B. F. Goodrich Бертрам Рок, обрав цю застібку для гумових галош. Йому сподобався звук, що видається металевими елементами при роботі, — zip (щось подібне до українського «вжик»). Так народилася назва моделі — Zipper Boots.
1918 року компанія продала 24 000 застібок для «грошових поясів», популярних серед військових моряків.
На початку 30-х років завдяки модельєру Ельзі Скапареллі блискавка з'явилась на дитячих речах. 1937 року, після того, як вийшов термін патенту, французький модельєр Жан Клод помістив блискавку на штанях.
У жіночу моду блискавка прийшла у повоєнні роки. Там вона набула окрім практичних функцій, декоративні.

## Конструкція застібок-блискавок

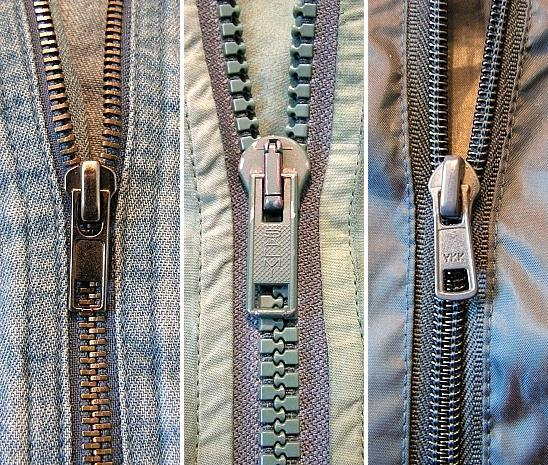
«Блискавки», зліва направо: металева, тракторна та вита

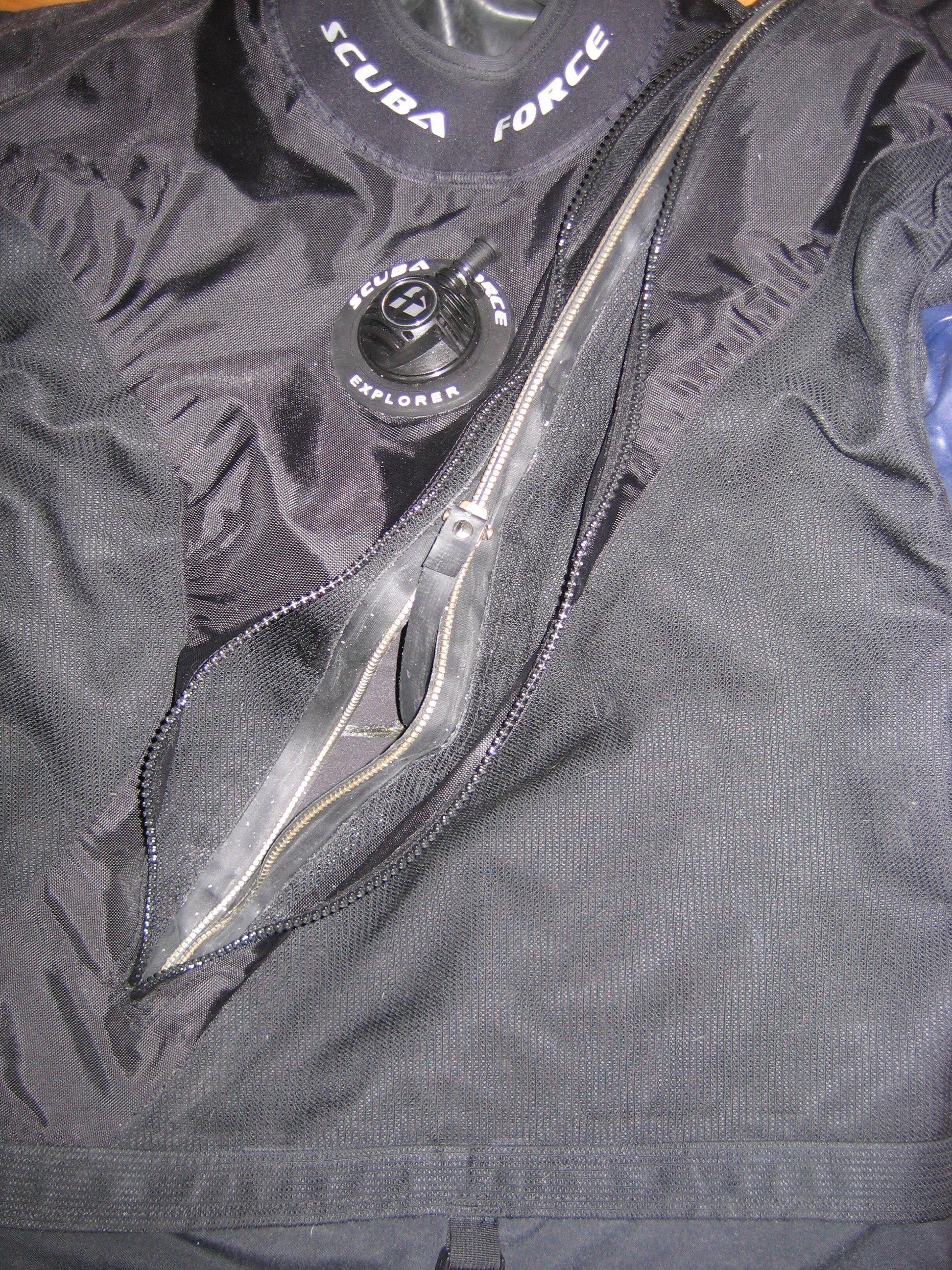
Водогазонепроникна блискавка на сухому гідрокостюмі. Поверх неї застібається блискавка звичайної конструкції (чорного кольору).

За видами зубів виділяють три конструкції блискавок:
- Спіральна (вита застібка) . Виготовляють зі згорнутого у спіраль синтетичного волокна, яке або намотано на тасьму, або пришито до неї. Волокно формується таким чином, що утворюються виступи, які зчіпляються з такими ж виступи з протилежного боку.
- Тракторна застібка . За формою нагадує гусеницю трактора. На відміну від спіральної застібки, вона складається з окремих пластикових зубів, закріплених на тасьмі. Зуби частіше за все мають форму «грибка» з канавкою, що забезпечують надійне зачеплення, хоча застосовуються й зубці інших форм. Ця блискавка зносостійка, але менш міцна, ніж металева або спіральна й застосовується переважно на верхньому одязі.
- Металева застібка . За конструктивом схожа на тракторну, але зубці зроблені з металу — зазвичай з латуні або нікелю. Заготовкою слугує товстий плаский дріт. У металевих блискавок зубці переважно асиметричної форми: кожен зубець має виступ з одного боку і поглиблення з іншого. Така блискавка дуже міцна, але іноді може «заїдати».

Існують «приховані» блискавки, зубці яких закриває тасьма, тому їх практично не видно. Складнішу конструкцію мають блискавки для герметичного з'єднання. Вони використовуються, наприклад, у водонепроникних і захисних костюмах. Така блискавка вимагає ретельного догляду, інакше вона швидко псується.
Виділяють роз'ємні (англ. closed-end) та не роз'ємні (англ. open-end) блискавки: другі простіші за конструкцією та мають з обох боків обмежувачі простої конструкції. У роз'ємної блискавки на одній тасьмі, зазвичай з нижнього (вузького) краю бігунок. Він має за обмежувач гніздо, у яке входить штифт на інший тасьмі. Штифт вставлений в гніздо вільно проходить крізь отвір бігунка і з'єднує нижні краї тасьми. Навантаження на нижні краї тасьми рознімної блискавки більше, ніж на решту тасьми, тому вони повинні бути укріпленими. Фіксація бігунка здійснюється за допомогою шпильок, які проходять між ланками блискавки. Шипи можуть розташовуватися на брелоку бігунка. У такому випадку для фіксації застібки потрібно повернути бігунок в певне положення, або всередині самого бігунка, притиснуті за допомогою пружини. Таким чином, якщо потягнути за брелок — шипи вивільняються .
Рідше зустрічають роз'ємні блискавки з двома бігунками (правосторонні і лівосторонні — англ. movable right and left), нероз'ємні типу «О» та типу «Х», замок-петля (англ. loop).

### Основні частини
- 1, 8 — Вільні кінці тасьми
- 2, 7 — Обмежувачі
- 3 — Бігунок (слайдер)

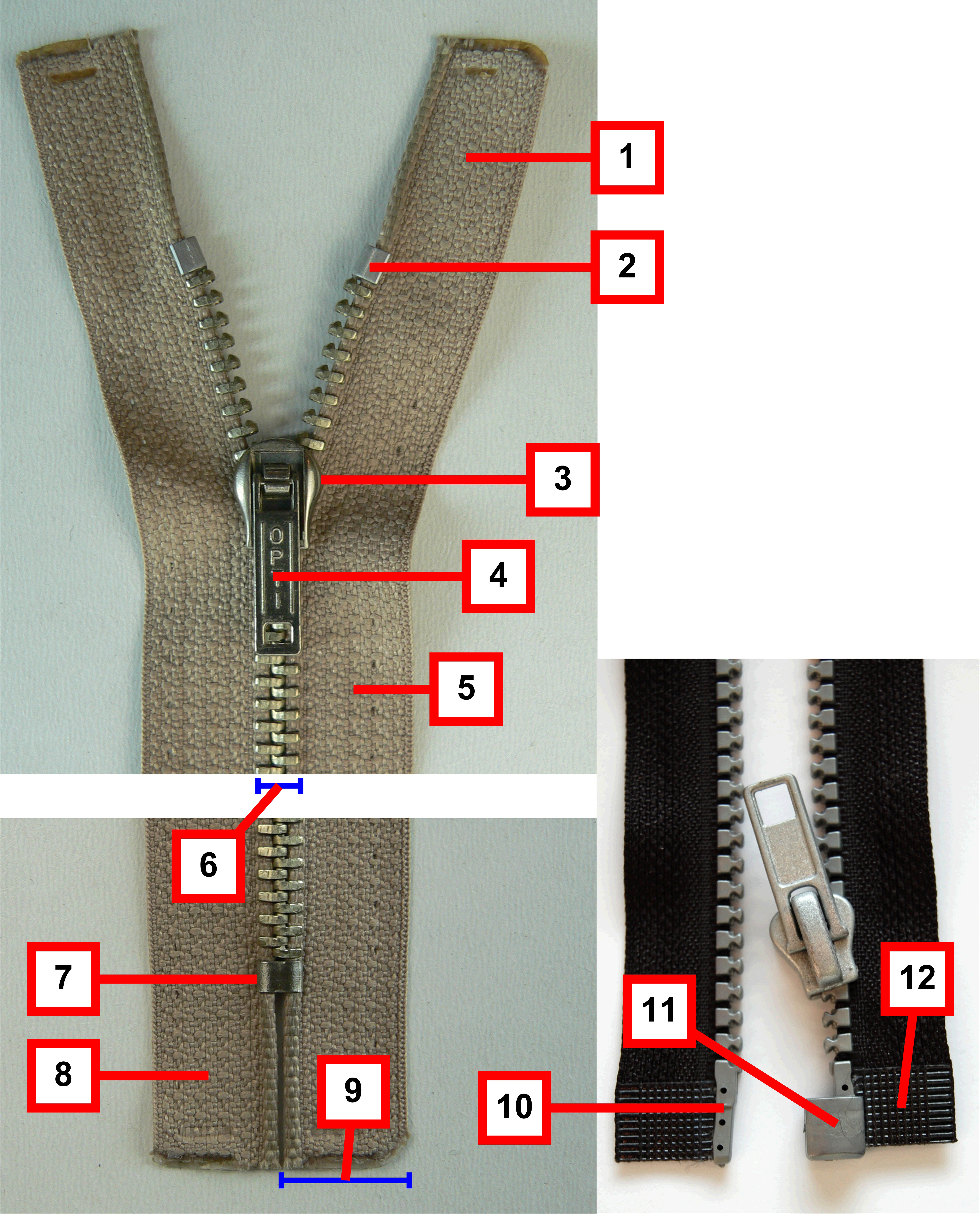

- 4 — Брелок (також його ще називають пулер)
- 5 — Тасьма
- 6 — Ширина застібки
- 9 — Ширина тасьми
- 10 — Штифт
- 11 — Роз'ємний обмежувач з гніздом
- 12 — Ущільнювальна стрічка

## Виробництво
За оцінками експертів щороку виготовляються сотні мільйонів блискавок. Приблизно 80 % блискавок виготовляють у Азії, Африці та Південній Америці. У промислово розвинених країнах кількість виготовлених щоденно застібок-блискавок також вимірюється тисячами.
Сьогодні більш ніж половину «блискавок» на планеті виготовляє фірма YKK, заснована 1934 року в Японії.
Інші світові виробники:
- Riri
- IPI
- LAMPO

### Виробництво в Україні
В Україні виробництво застібок-блискавок за класифікацією видів економічної діяльності (КВЕД-2010) відноситься до класу 32.99.
- ПрАТ «Молнія» — одне з найбільших підприємств серед країн СНД і єдине в Україні з повним циклом виробництва найрізноманітніших пластмасових застібок-блискавок[8]

## Патенти
- 25 листопада 1851 U.S. Patent 8540: «Fastening for Garments & c.»
- 29 серпня 1893 U.S. Patent 504 037: «Shoe fastening»
- 29 серпня 1893 U.S. Patent 504 038: «Clasp Locker or Unlocker for Shoes»
- 31 березня 1896 U.S. Patent 557 207: «Fastening for Shoes»
- 31 березня 1896 U.S. Patent 557 208: «Clasp-Locker for Shoes»
- 29 квітня 1913 U.S. Patent 1 060 378: «Separable fastener»
- 20 березня 1917 U.S. Patent 1 219 881: «Separable fastener»
- 22 грудня 1936 U.S. Patent 2 065 250: «Slider»

## Цікаві факти
Найбільшу застібку-блискавку зробили у Нідерландах 1989 року. Довжина цього «зіпера» склала 2851 метр.